# Luxembourg Leaks
Pour les articles homonymes, voir Leak.
Luxembourg Leaks (ou LuxLeaks) est le nom du scandale financier révélant le contenu de plusieurs centaines d'accords fiscaux très avantageux conclus par des cabinets d'audit avec l'administration fiscale luxembourgeoise pour le compte de nombreux clients internationaux. Parmi ces clients figurent les sociétés multinationales Apple, Amazon, Heinz, Pepsi, Ikea et Deutsche Bank.
Le scandale LuxLeaks est révélé en novembre 2014 à la suite des investigations du consortium international des journalistes d'investigation du Center for Public Integrity. Les révélations ont un retentissement international, mettant en lumière les pratiques d'évitement fiscal mises en œuvre au Luxembourg. Ces révélations contribuent à mettre en place des mesures pour réduire le dumping fiscal et les techniques d'évitement fiscal agressif dont profitent les firmes multinationales,, notamment les rescrits fiscaux (tax rulings).
Le volet judiciaire des LuxLeaks concerne les poursuites judiciaires contre les personnes à l'origine des fuites de documents ayant permis les révélations. Aucune compagnie multinationale n’est poursuivie par une juridiction pour évasion fiscale, du fait de la légalité supposée des dispositifs d'évitement fiscal. Cette légalité est cependant remise en cause en raison des distorsions de concurrence induites par ces dispositifs d'optimisation fiscale agressive. Au printemps 2016, le procès dit LuxLeaks se tient à Luxembourg et aboutit à la condamnation des deux salariés auteurs des fuites de documents. En mars 2017, le procès en appel confirme leur condamnation, mais leur statut de lanceur d’alerte est ensuite reconnu, pour l'un par la Cour de cassation du Luxembourg en 2018 et pour l'autre par la Cour européenne des droits de l'Homme en 2023.

## Révélations

### Deux séries de révélations par l'ICIJ

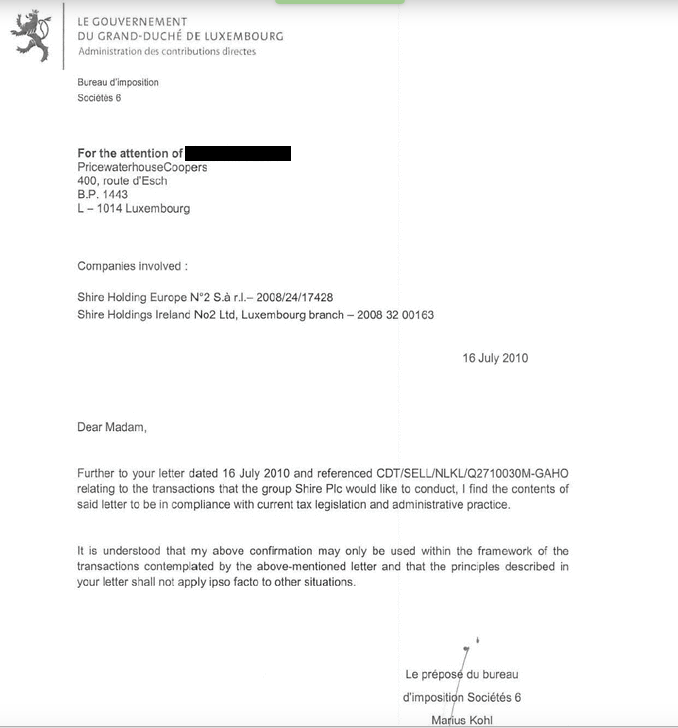
Rescrit fiscal (tax ruling) signé par le chef du bureau d'imposition 6 à Luxembourg en faveur d'un client de PricewaterhouseCoopers.

Le 5 novembre 2014, l'International Consortium of Investigative Journalists rend publique son enquête menée en collaboration avec une quarantaine de journaux, dont Le Monde, The Guardian, la Süddeutsche Zeitung, l'Asahi Shinbun et Le Soir. 28 000 pages d'accords fiscaux issues du cabinet PricewaterhouseCoopers (PwC) sont divulguées et analysées. Ces documents détaillent 548 accords fiscaux permettant l'exil fiscal de 343 entreprises avec l'approbation de l'administration luxembourgeoise des impôts.
Le 9 décembre 2014, de nouvelles informations fiscales d’une trentaine d'entreprises sont divulguées, parmi lesquelles Disney, Koch Industries et Skype,. Cette seconde vague de révélations est nommée « LuxLeaks 2 », venant en complément des révélations « LuxLeaks 1 » du mois de novembre 2014.
L’enquête LuxLeaks vaut à l’ICIJ d’être récompensé en février 2015 par l’un des plus prestigieux prix de la presse américaine, le Prix George-Polk dans la catégorie du meilleur reportage économique (Prix conjointement décerné à trois enquêtes de l’ICIJ). L’ICIJ reçoit également en juin 2015 le Prix de l'enquête de l’année aux « Data Journalism Awards » (conjointement décerné à l’ICIJ pour les enquêtes LuxLeaks et SwissLeaks).

### Fiscalité des entreprises au Luxembourg

#### Les dispositifs d’optimisation approuvés par le fisc luxembourgeois

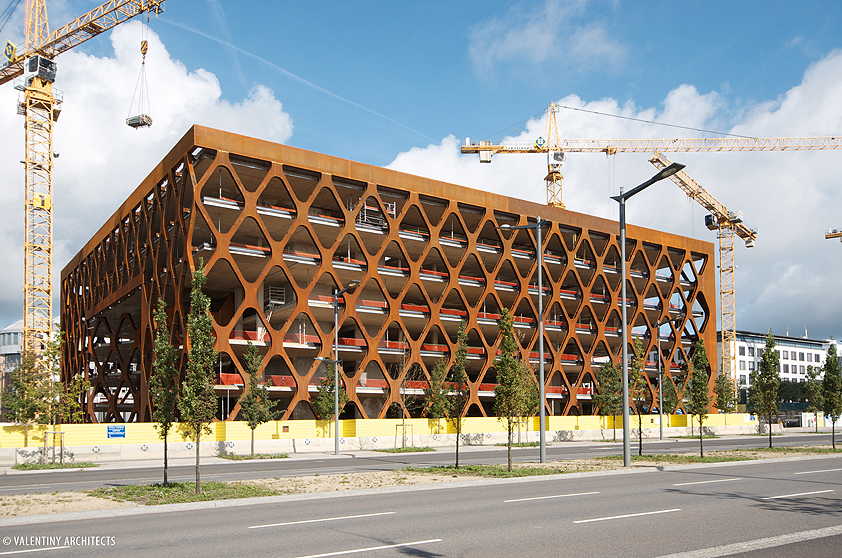
KPMG construit un nouveau bâtiment de bureaux pour 1600 employés au Luxembourg.

Les révélations LuxLeaks mettent en lumière la fiscalité dont bénéficient les multinationales au Luxembourg, via des accords passés avec l’administration : les rescrits fiscaux (tax rulings). Les 548 rescrits fiscaux publiés ne représentent qu’une partie des demandes validées annuellement par l’administration fiscale luxembourgeoise, ce qui indique qu’il s’agit de pratiques d’optimisation fiscale menées à échelle industrielle.
Les révélations LuxLeaks sont fondées sur des rescrits fiscaux datant de 2002 à 2010. À partir du début des années 1990, le Luxembourg a commencé à accueillir des filiales de sociétés étrangères en grand nombre. Cet essor s’est inscrit dans la volonté de développer l'économie du Luxembourg vers la finance, en s’appuyant sur une législation établie pour attirer les capitaux étrangers et pour développer les activités bancaires et de domiciliation de sociétés. Dans de nombreux cas, la présence de filiales n’est que symbolique. Par exemple, 1 600 entreprises sont enregistrées à une seule même adresse — le 5 rue Guillaume Kroll — au Luxembourg.
Les rescrits fiscaux (tax rulings) approuvés par l’administration fiscale permettent aux multinationales de bénéficier de taux effectifs très faibles d’imposition sur les bénéfices — bien en dessous du taux officiel de 29 % — atteignant parfois un taux d’imposition inférieur à 1 %. En parallèle, les multinationales mettent en place des schémas financiers intragroupes permettant de transférer les flux de revenus vers leurs filiales luxembourgeoises peu imposées. Parmi les mécanismes de transfert de revenus entre filiales, on trouve : les transferts d’actifs corporels, la rémunération d’actifs incorporels (par exemple, versement d’un droit d’usage d’une marque), la politique de financement intragroupe (emprunts entre filiales à des taux différenciés). Ces mécanismes d'optimisation fiscale participent à une érosion des bases fiscales dans les pays où sont principalement réalisées les activités des multinationales, au profit d’États à fiscalité privilégiée.

#### Questions sur la légalité des dispositifs d'optimisation fiscale
Les rescrits fiscaux (tax rulings) sont considérés comme légaux au regard de la loi fiscale luxembourgeoise. Cependant, la légalité des multiples rescrits fiscaux validés quasi-automatiquement par l’administration fiscale, à l’époque des faits, est questionnée. De plus, la légalité des rescrits fiscaux est remise en cause au niveau européen car ils peuvent être assimilés à des aides d’État contrevenant aux politiques de concurrence. Des enquêtes sur les pratiques fiscales sont ouvertes par la direction générale de la concurrence de la commission européenne avant et après les révélations LuxLeaks.
Dès 2014, antérieurement aux révélations LuxLeaks, des enquêtes sont lancées concernant les rescrits fiscaux obtenus au Luxembourg par Amazon et Fiat. En octobre 2015, la direction générale de la concurrence de la commission européenne assimile à des aides d’État illégales les montages fiscaux en faveur du constructeur Fiat au Luxembourg, ainsi que des cafés Starbucks aux Pays-Bas. Durant sa conférence de presse, la commissaire à la concurrence Margrethe Vestager indique que ses services ont utilisé des informations issues des révélations LuxLeaks. En octobre 2017, les rescrits fiscaux qui profitent à Amazon sont également déclarés illégaux et l’entreprise est sommée de payer près de 250 millions d’euros. La société Amazon avait préalablement décidé en mai 2015 de créer des filiales dans les principaux pays européens et de cesser la comptabilisation de ses ventes uniquement au Luxembourg. Cette décision d'Amazon n’induit cependant pas que la société abandonne ses pratiques d’optimisation fiscale en Europe.
Après les révélations LuxLeaks, la direction générale de la concurrence de la commission européenne ouvre de nouvelles investigations au Luxembourg, à l’encontre de McDonald’s en décembre 2015 et de Engie (ex-GDF Suez) en septembre 2016. Margrethe Vestager, commissaire européenne à la concurrence annonce que des procédures à l’encontre d’autres sociétés basées au Luxembourg pourraient être entamées . Cependant, aucune des 343 entreprises pointées dans les révélations LuxLeaks ne fait l'objet d'une ouverture d'enquête. McDonald’s, avant même le résultat de l’investigation à son encontre, annonce fin 2016 sa décision de transférer sa holding fiscale du Luxembourg vers le Royaume-Uni. En septembre 2018, l'UE conclut que le Luxembourg n'a pas enfreint les règles dans son traitement fiscal de McDonald's.
La Commission européenne juge illégales les pratiques fiscales dans d’autres pays européens : en août 2016 contre le traitement fiscal d'Apple en Irlande, ou en janvier 2016 contre le régime fiscal préférentiel instauré en Belgique en vue d’attirer les multinationales. La condamnation à l'encontre de la Belgique est annulée en février 2019 par le Tribunal de l'Union européenne.

## Réactions à la suite des révélations

### Réaction de Jean-Claude Juncker

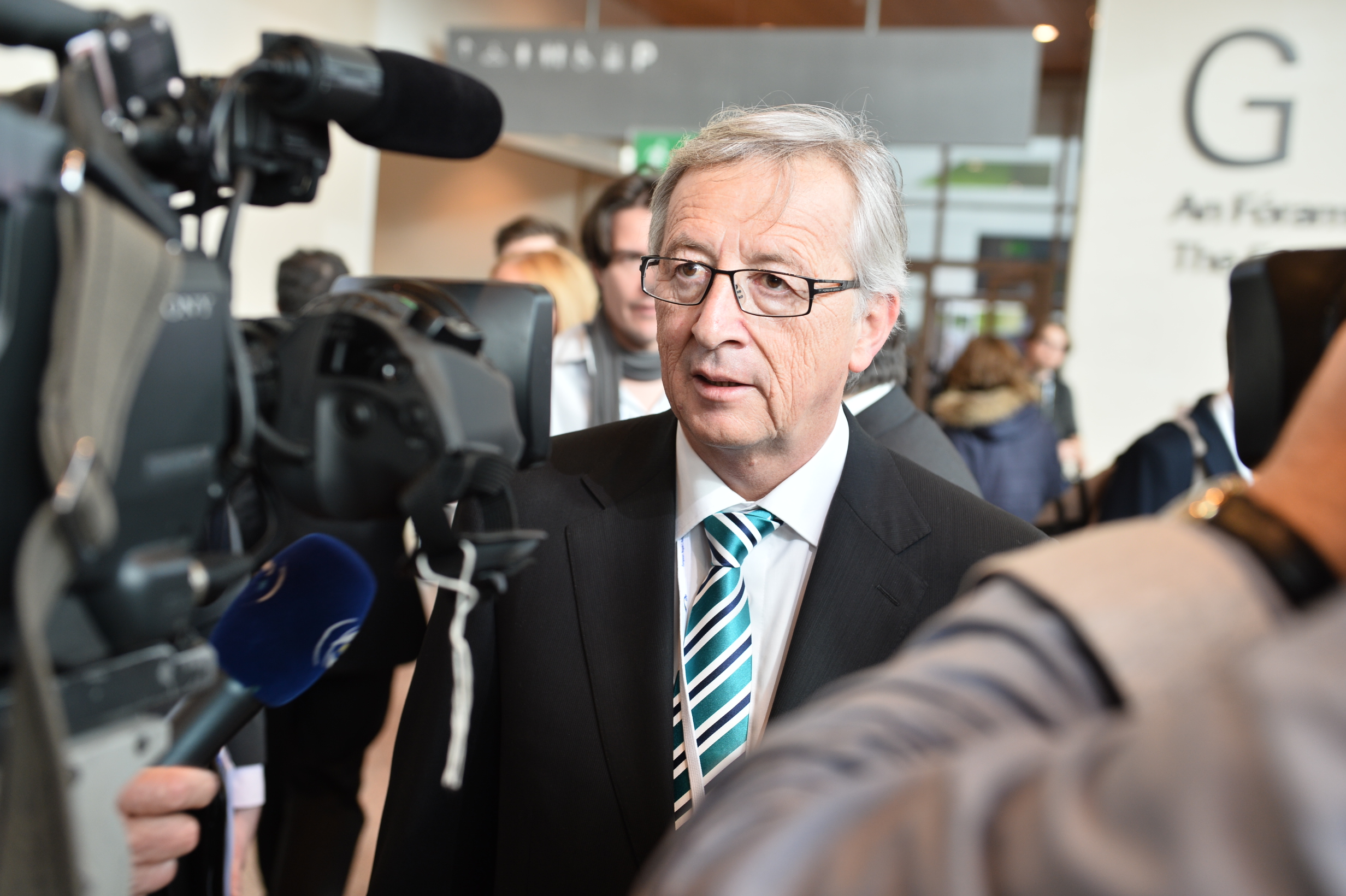
Jean-Claude Juncker en 2014.

Jean-Claude Juncker, nommé le 1er novembre 2014 président de la Commission européenne, est directement touché par les LuxLeaks, révélées quatre jours après sa nomination. Jean-Claude Juncker fut en effet le premier ministre du Grand-duché du Luxembourg de 1995 à 2013,. Jean-Claude Juncker affirme le 12 novembre 2014 n'avoir « jamais donné d’instructions sur aucun dossier particulier » dans ce cadre. S'il fait valoir que les rescrits fiscaux (tax rulings) permettant aux entreprises d'obtenir des engagements de l'administration fiscale sur les impositions futures sont conformes aux règles internationales, il reconnaît également qu'ils vont à l'encontre de la « justice fiscale » et des « normes éthiques et morales ». Jean-Claude Juncker reconnaît être « politiquement responsable » mais ajoute que les rescrits fiscaux (tax rulings) constituent « une pratique bien établie dans 22 pays membres de l'UE » et que « tout ce qui a été fait correspond aux règles législatives nationales » du Luxembourg et « aux règles internationales en la matière ». Il dément avoir eu l'« ambition […] d'organiser l'évasion fiscale ».
Auditionné en septembre 2015 par des parlementaires européens, Jean-Claude Juncker réaffirme qu’il n’a rien à se reprocher car il n'a pas « créé de système d’évasion fiscale au détriment des autres États européens ». Jean-Claude Juncker indique que l’administration fiscale, « peut mettre en place des mécanismes fiscaux sans l’aval du Premier ministre ou du ministre des Finances » et précise qu’il n’a « jamais donné de consignes à l’administration fiscale ». Cependant, les faits démontrent qu’il était informé de la pratique particulièrement avantageuse de l'administration fiscale luxembourgeoise des rescrits fiscaux (tax rulings) : cette pratique est exposée dans un rapport de 1997 (rapport Krecké) qui lui était destiné et qui pointait les risques encourus par le Luxembourg en termes de réputation. Jean-Claude Juncker a nié, dans un premier temps, avoir eu connaissance de ces informations, puis a ensuite dû l'admettre,.
En juillet 2016, la presse révèle des documents de la justice américaine attestant que Jean-Claude Juncker a rencontré en 2003 les responsables de la politique fiscale de la société Amazon avant l’installation de celle-ci au Luxembourg. Ces faits remettent ainsi en cause ses déclarations de non-ingérence dans les accords passés par l’administration fiscale du Luxembourg.
En janvier 2017, The Guardian publie des documents qui montrent que le Luxembourg, à l’époque où Jean-Claude Juncker était Premier ministre, faisait systématiquement obstruction aux avancées du groupe de travail sur la fiscalité au sein du Conseil européen.
Le mardi 7 mai 2019, lors du bilan de ses 5 années de mandat, Jean-Claude Juncker a reconnu avoir « attendu trop longtemps avant de réagir » et admet que « ce fut une grave erreur ». Il dit avoir attendu « deux semaines pour réagir » alors qu'il « aurai[t] dû le faire immédiatement ».

### Réactions politiques en Europe
À la découverte des révélations LuxLeaks, les réactions politiques en Europe sont nombreuses et virulentes. Wolfgang Schäuble (CDU, Allemagne) critique le fait que quelques personnes puissent s'enrichir au détriment de beaucoup. Henri Guaino (UMP, France) demande la démission de Jean-Claude Juncker et indique découvrir « une entreprise de pillage organisé, de pillage fiscal, pas illégale, mais totalement immorale de tous les partenaires européens du Luxembourg ». Pour Olivier Chastel (Mouvement réformateur, Belgique), « le dumping fiscal aménagé au Luxembourg est purement scandaleux ». Nicolas Dupont-Aignan (Debout la France) et Marine Le Pen (Front national, France) demandent la démission de Juncker, Marine Le Pen parlant de « problème aussi bien éthique, moral que politique ». Marco Zanni (Mouvement 5 étoiles, Italie) déclare : « Le scandale LuxLeaks montre que le président de la commission Juncker a dans sa vie politique toujours agi pour enrichir son pays au détriment de ses partenaires européens, au mépris de l'Union et de l'esprit de communauté qu'il espère représenter ». Sven Giegold (Alliance 90 / Les Verts, Allemagne) parle de la nécessité pour Juncker de commencer immédiatement des initiatives sérieuses pour mettre fin au dumping fiscal en Europe : « soit il agit maintenant ou il doit s'en aller ».

## Conséquences desLuxLeaks

### Conséquences au niveau du Parlement européen

#### Motion de censure
Le 27 novembre 2014, une motion de censure contre la Commission dirigée par Jean-Claude Juncker est votée au Parlement européen, à l'initiative des partis eurosceptiques (UKIP et Front National). La motion obtient 101 voix, contre 461 (et 88 abstentions) et elle est donc rejetée. Les conservateurs et des sociaux-démocrates qui ont la majorité au Parlement européen soutiennent « sans ambiguïté » Jean-Claude Juncker.

#### Commission spéciale du Parlement
Le Parlement européen vote, le 12 février 2015, la mise en place d'une commission spéciale chargée d'examiner les rescrits fiscaux (tax rulings) pratiqués dans les États membres de l'Union européenne (dite commission TAXE). La commission est présidée par le député Alain Lamassoure et composée de 45 parlementaires. La Commission spéciale ayant été préférée à une Commission d'enquête aux pouvoirs plus étendus, ce choix a été considéré par certains parlementaires comme une volonté politique de ne pas mettre en difficulté Jean-Claude Juncker. Les travaux de la Commission spéciale visent à établir un diagnostic et des préconisations concernant les pratiques fiscales menées en Europe, notamment sur les rescrits fiscaux. Dans ce but, les parlementaires membres de la commission auditionnent différents acteurs clés : représentants politiques, experts, organisations non gouvernementales, journalistes et lanceurs d’alerte. Des multinationales viennent témoigner, avec réticence, de leurs pratiques fiscales. Des délégations de la commission spéciale se déplacent dans plusieurs pays de l’Union européenne, ainsi que la Suisse. En novembre 2015, le rapport final est approuvé par le Parlement européen en session plénière. Les recommandations du rapport incluent la mise en place d'une publication « pays par pays » des activités des multinationales, la relance de l'assiette commune pour l'impôt sur les sociétés, un accès par la Commission européenne aux informations sur les rescrits fiscaux signés en Europe, ainsi qu'une protection accrue des lanceurs d'alerte.
Le mandat de la commission spéciale est prolongé le 2 décembre 2015 pour 6 mois supplémentaires (nommée Commission TAXE II). Ce prolongement est motivé par la révélation dans la presse en novembre 2015 de documents prouvant que certains pays au sein de la Commission européenne ont, pendant plus de 10 ans, fait obstruction à toute réforme des systèmes à l’origine de l'optimisation fiscale agressive des entreprises. La nouvelle commission spéciale est composée des mêmes parlementaires que la commission précédente et elle a pour but de continuer et approfondir les investigations réalisées antérieurement. Ses travaux incluent l’audition de firmes multinationales, de banques et de représentants des politiques fiscales nationales.

### Conséquences au niveau de la Commission européenne
Jean-Claude Juncker, président de la nouvelle Commission entrée en fonction le 1er novembre 2014, est directement pointé du doigt par le scandale LuxLeaks. Depuis ces révélations, la Commission européenne a initié plusieurs propositions en matière fiscale. À cette occasion, les révélations des LuxLeaks sont prises en référence comme symbole des pratiques à réformer.

#### Obligation d'information sur les rescrits fiscaux
Le 18 mars 2015, Pierre Moscovici, Commissaire européen aux affaires économiques et monétaires présente le « Paquet transparence fiscale », ensemble de mesures visant à renforcer la transparence fiscale. La mesure phare est la proposition d'un échange automatique de renseignements entre les États membres concernant leurs rescrits fiscaux (tax rulings). Dans le document technique accompagnant ces mesures, la Commission Européenne reconnaît que les révélations LuxLeaks ont été un élément décisif pour engager une action sur l'évitement fiscal pratiqué par les entreprises. Ces mesures ne satisfont cependant pas les organisations et partis engagés pour une plus grande transparence fiscale car le dispositif d'échange ne prévoit pas de rendre publics les rescrits fiscaux,. Le « paquet transparence fiscale » est adopté dès le 25 avril 2015 par le conseil de l’Union européenne. Cette approbation rapide par l’ensemble des États Membres est jugée remarquable, car l’unanimité qui prévaut sur les questions fiscales est généralement difficile à atteindre : « rarement scandale n’avait été aussi utile » indiquent Les Échos, en référence aux révélations LuxLeaks. Le 6 octobre 2015, les ministres des finances européens entérinent définitivement l’accord sur l’échange automatique entre États européens de rescrits fiscaux (tax rulings). La transparence obtenue reste cependant partielle : la rétroactivité est limitée à 5 ans ; ni le grand public ni la commission européenne n’ont accès au contenu des rescrits fiscaux (tax rulings). En conséquence, l’opinion publique pourra difficilement faire pression sur des agréments fiscaux jugés trop favorables. De même, la commission européenne ne pourra pas lancer d’éventuelles enquêtes pour distorsion à la concurrence,. L'obligation d’échange automatique d’information sur les rescrits fiscaux (tax rulings) entre en vigueur le 1er janvier 2017. L'obligation d’échange automatique permet à l’administration fiscale française de disposer d’un registre central qui rassemble fin 2019 un total de 18 000 rescrits, dont 75% émis par les administrations fiscales des Pays-Bas et Luxembourg.

#### Relance d’une initiative fiscale européenne
La Commission européenne initie le 17 juin 2015 une nouvelle avancée fiscale en présentant un « plan d'action pour une fiscalité des entreprises plus juste et plus efficace au sein de l'Union ». Le but affiché est, selon le commissaire Pierre Moscovici, de « lutter activement contre les entreprises qui essaient d’échapper à l’impôt ». Ce plan d’action vise notamment à relancer l'assiette commune consolidée pour l'impôt sur les sociétés (ACCIS) et à proposer un cadre permettant une imposition effective dans les pays où sont réalisés les bénéfices. La Commission publie également une liste de 30 pays tiers considérés comme des paradis fiscaux. Les ONG ainsi que plusieurs personnalités politiques jugent ce plan d’action trop peu ambitieux et trop lent dans sa mise en œuvre,.
Le 27 janvier 2016, la Commission européenne présente un nouveau plan visant à ce que chaque État européen puisse taxer les multinationales sur leurs bénéfices locaux, malgré le transfert artificiel de ces bénéfices vers un autre pays européen. Une fois de plus, les ONG affichent leurs doutes quant à l’efficacité effective d’une telle initiative. En complément, la Commission européenne initie, en avril 2016, une proposition visant à obliger les grandes entreprises à plus de transparence sur les activités et les profits payés dans les différents pays où elles sont présentes. Les services de la Commission estiment à 50 et 70 milliards d’euros les pertes fiscales occasionnées dans l’UE par ces stratégies d’optimisation fiscale agressive. En juin 2016, les États européens entérinent la directive sur la lutte contre l'évasion fiscale, qui s'attaque aux principaux outils d'optimisation fiscale utilisés en Europe. Cet accord s'est fait au prix d'exemptions ou de délais, ce qui édulcore la portée de cette avancée. La directive entre en vigueur dans les pays membres le 1er janvier 2019.
En octobre 2016, la Commission européenne présente son projet d’assiette commune consolidée pour l'impôt sur les sociétés (ACCIS).
En février 2017, les États européens entérinent une directive visant à supprimer la possibilité pour les multinationales d’échapper à l’impôt en exploitant les disparités entre les différentes législations fiscales des pays de l’UE et des pays hors de l’Union. Chacun des pays de l’Union doit avoir transposé cette directive au plus tard le 1er janvier 2020.

#### Protection des lanceurs d’alerte
La question de la protection des lanceurs d’alerte est rattachée aux révélations LuxLeaks, du fait des poursuites judiciaires touchant les personnes ayant fait fuiter les documents à l’origine des révélations. Les deux lanceurs d’alerte incriminés, jugés au Luxembourg, vont progressivement symboliser le manque de protection des lanceurs d’alerte en Europe. Dans une interview en 2016, Margrethe Vestager, commissaire européenne à la concurrence, déclare que « tout le monde devrait remercier les lanceurs d’alerte et les journalistes d’investigation" pour avoir contribué à changer la dynamique du débat sur la fiscalité des entreprises en Europe.
L'insuffisante protection des lanceurs d'alerte est accentuée par le vote en 2016 d’une directive renforçant le secret des affaires. Cette directive, malgré ses exemptions à l’égard des journalistes et lanceurs d’alerte, apparaît comme un outil juridique supplémentaire au profit des entreprises – notamment les grands groupes – dans la maîtrise de l’information les concernant.
En avril 2018, la Commission européenne publie un projet de directive sur la protection des lanceurs d’alerte. Les LuxLeaks sont présentés, parmi d’autres, comme exemple de préjudice à l’intérêt général révélé par des lanceurs d’alerte. Proposant une large protection des lanceurs d'alerte, le texte du projet est reçu positivement par les ONG mobilisées sur la question. Cette directive est adoptée au printemps 2019, juste avant la fin de la mandature de la Commission de Jean-Claude Juncker. La directive doit être transposée dans les législations nationales au plus tard en décembre 2021.

### Conséquences au niveau du G20
Quelques jours après les révélations LuxLeaks, le sommet du G20 qui se tient à Brisbane (Australie) inclut dans son communiqué final la question de l’équité du système fiscal international : « Nous prenons des mesures pour assurer l’équité du système fiscal international et pour sécuriser les recettes fiscales des États ». Le communiqué final rappelle le travail en cours du plan d’action BEPS (Érosion des bases fiscales et transfert de profits) initié en 2013 par l'OCDE. La mise en œuvre des engagements d’échange automatique de données fiscales entre membres du G20 reste cependant floue car l'échange automatique devrait être mis en place d’ici « 2017 – fin 2018 ». Les questions fiscales sont restées annexes lors de ce sommet dominé par les discussions sur la croissance et le climat.
Le sommet du G20 de 2015 d'Antalya (Turquie) en novembre 2015 reprend le plan d’action BEPS (Érosion des bases fiscales et transfert de profits) publié par l’OCDE le mois précédent. Le plan BEPS inclut quinze mesures qui constituent un premier pas dans la lutte contre l’évasion fiscale des multinationales.
En juin 2017, sous l'égide de l'OCDE, 70 pays signent la convention BEPS qui permet une révision multilatérale des conventions fiscales entre pays signataires.

### Conséquences au Luxembourg
La publication des révélations LuxLeaks est décrite comme l'une des pires attaques auxquelles le pays a fait face dans son histoire, selon le ministre des Finances luxembourgeois en exercice, Pierre Gramegna. Depuis ces révélations, la pratique des rescrits fiscaux (tax rulings) demeure en vigueur au Luxembourg. Les rescrits fiscaux sont utilisés dans de nombreux autres pays de l'Union européenne (22 pays sur 28), mais le Luxembourg est le pays qui en octroie le plus grand nombre. Cette pratique est en hausse malgré les révélations LuxLeaks. L'Administration des Contributions Directes (ACD) luxembourgeoise indique avoir signé 715 rescrits pour l'année 2014 et 726 rescrits en 2015. Leur contenu demeure secret : ni le nom des entreprises bénéficiaires et ni les taux effectifs d’imposition obtenus ne sont connus.
Les statistiques européennes indiquent, qu'en 2014, le Luxembourg est le pays de l'Union européenne ayant le plus d'Accords Préalables sur les Prix de transfert (APP), assimilables à des « accords fiscaux de complaisance ». En mai 2016, l'information selon laquelle des rescrits fiscaux (tax rulings) seraient passés oralement – afin de ne pas laisser de trace – est diffusée mais démentie. Le nombre de rescrits fiscaux signés continue de croître entre 2014 et 2016 et ne chute qu'à partir de 2017 avec l'entrée en vigueur des obligations d'échange automatique d'information entre administrations fiscales : en un an, le Luxembourg accorde 56% de rescrits fiscaux en moins. En 2021, le gouvernement luxembourgeois indique avoir validé 44 rescrits fiscaux en 2020, soit une baisse de plus de 90 % en cinq ans.
Au Luxembourg, les révélations Luxleaks sont vécues comme un traumatisme national du fait de la stigmatisation du pays comme « blanchisseur d'argent sale et paradis fiscal de l'Europe ». À la suite de ces révélations, le gouvernement luxembourgeois souhaite redorer l'image du pays par une politique de nation branding. Au printemps 2016, la tenue du procès des lanceurs d’alerte et du journaliste à l'origine des Luxleaks contribue à maintenir l'image du Luxembourg comme un paradis fiscal et judiciaire.
En décembre 2016, le Luxembourg modifie ses règles fiscales afin d'interdire certains montages fiscaux abusifs utilisés par des multinationales présentes dans le pays. Le gouvernement de Xavier Bettel qui a succédé en 2013 à celui de Jean-Claude Juncker, met en avant son exemplarité sur la lutte contre l'évasion fiscale. Pourtant, en janvier 2017, des révélations publiées par The Guardian indiquent que le Luxembourg continue de freiner à Bruxelles toute avancée en matière de coopération fiscale entre États européens.

### Conséquences pour les cabinets d’audit et conseil fiscal
Les montages fiscaux qui permettent aux multinationales une optimisation fiscale agressive sont complexes. Ils sont souvent établis par des sociétés spécialisées telles que les cabinets d’avocats fiscalistes ou les grands cabinets internationaux d'audit comptable et financier comme PwC, EY, Deloitte et KPMG (dits Big 4). Le scandale des LuxLeaks a mis en lumière le rôle de ces intermédiaires fiscaux.
La nocivité de l’activité des consultants fiscaux est soulignée par la commission parlementaire britannique chargée des comptes publics qui publie le 6 février 2015 le rapport « Évitement fiscal : le rôle des grands cabinets comptables » (Tax avoidance: the role of large accountancy firms). À la publication du rapport, Margaret Hodge, la présidente de la commission, affirme que les activités du cabinet PricewaterhouseCoopers (PwC) ne sont « pas moins que la promotion de l’évasion fiscale à échelle industrielle ». Lors de son investigation, la commission a auditionné la filiale britannique de PwC ainsi que de grandes sociétés ayant bénéficié de rescrits fiscaux au Luxembourg.
En 2018, une directive européenne (dite DAC 6) est adoptée afin d’encadrer l’activité des intermédiaires fiscaux. Les intermédiaires ont l’obligation de déclarer à l’autorité fiscale de leur pays d’établissement tout dispositif transfrontière dont le but serait d'éviter l'impôt. L’obligation de déclaration entre en vigueur à partir du 1er juillet 2020, mais elle pourra concerner des opérations plus anciennes. Les pays de l’UE seront tenus de s’échanger chaque trimestre les informations collectées.
De leur côté, les cabinets se défendent de favoriser l’évasion fiscale et avancent la légalité des montages fiscaux fournis aux multinationales. À la suite des LuxLeaks, les cabinets du Luxembourg n’ont pas perdu en activité d’optimisation fiscale. Au contraire, ils ont vu affluer de nouveaux clients intéressés par ces pratiques d'évitement fiscal.
Malgré leur rôle dans l’évitement fiscal des multinationales, ces cabinets sont sollicités par la Commission européenne pour l'élaboration des règles fiscales européennes. C'est ce que montre, en juin 2018, une enquête de l’ONG Corporate Europe Observatory qui souligne comment cette double activité est « source de conflits d’intérêts multiples et institutionnalisés ».

## Sources des fuites et inculpations
Selon l'International Consortium of Investigative Journalists (ICIJ), les documents utilisés pour les révélations des LuxLeaks ont comme sources des salariés ou anciens salariés des filiales luxembourgeoises des grands cabinets internationaux d'audit et de conseil (qualifiés de « Big 4 ») que sont PwC, EY, Deloitte et KPMG.
Entre décembre 2014 et avril 2015, trois personnes sont inculpées par la justice luxembourgeoise à la suite de la plainte du cabinet PricewaterhouseCoopers : deux anciens salariés de l'entreprise et un journaliste. Aucune société multinationale incriminée dans les révélations ne fait l’objet de poursuites judiciaires au niveau d’une juridiction nationale ou européenne. Ces multinationales ne se portent pas parties civiles durant le procès de ces trois personnes.

### Antoine Deltour, principale source

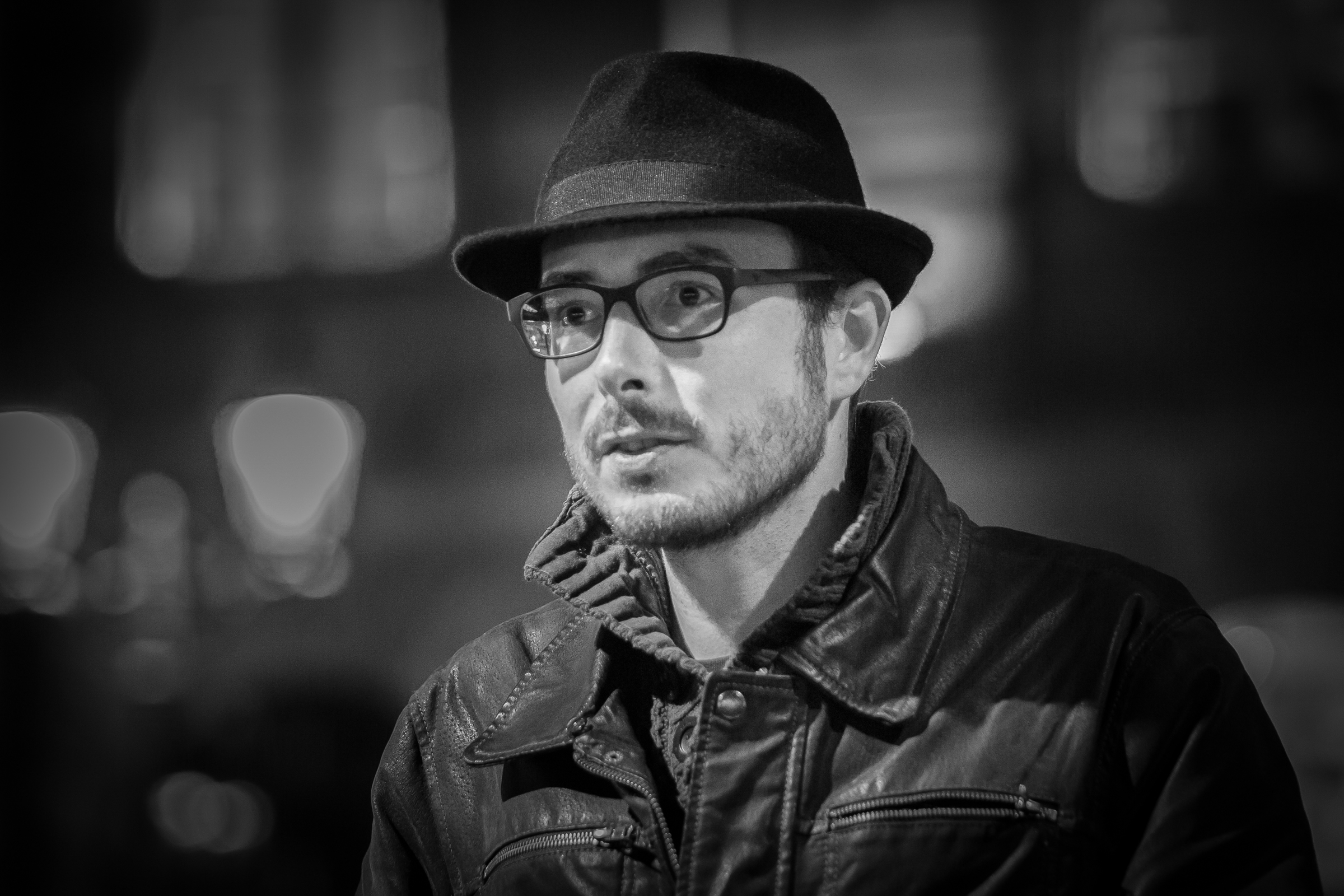
Antoine Deltour en 2015.

La justice luxembourgeoise inculpe Antoine Deltour, ancien salarié du cabinet PricewaterhouseCoopers, le 12 décembre 2014, notamment pour vol domestique, violation du secret professionnel, violation de secrets d'affaires et blanchiment. Il encourt une peine de prison et une amende élevée. L'inculpation fait suite à la plainte de PricewaterhouseCoopers après la diffusion en mai 2012 d'un numéro de l'émission de télévision Cash investigation dédié à l'évasion fiscale des entreprises.
Antoine Deltour s'exprime le 15 décembre 2014 dans les médias, et indique avoir copié chez son ancien employeur l'essentiel des documents qui ont ensuite été publiés par l'International Consortium for Investigative Journalism (ICIJ). Tout en reconnaissant ne pas avoir maîtrisé la diffusion de ces documents, il justifie son geste en l'inscrivant dans le mouvement des lanceurs d'alerte, afin d'éclairer le débat sur la question de la justice fiscale. Il indique que les documents copiés étaient librement accessibles à l’ensemble des salariés de l’entreprise.
De nombreuses personnalités appellent à la défense d’Antoine Deltour. Le journal The Guardian du 23 décembre 2014 publie une lettre ouverte où plus de 70 personnalités s'opposent à la décision du Luxembourg de poursuivre Antoine Deltour. Le 10 mars 2015, le journal Libération publie une tribune signée par plusieurs personnalités, dont le lanceur d'alerte Edward Snowden, le journaliste d'investigation Denis Robert, l'économiste Thomas Piketty et les personnalités politiques Eva Joly et Daniel Cohn-Bendit. Les signataires soulignent les avancées rendues possibles par les révélations des LuxLeaks et indiquent que les poursuites judiciaires sont « politiquement injustes et éthiquement inacceptables ». Un comité de soutien à Antoine Deltour met en place une pétition publique qui recueille plus de 212 000 signatures, ainsi que le soutien de 69 organisations et plus de 470 personnalités publiques (chiffres décembre 2016).
Le 3 juin 2015, le Parlement européen décerne à Antoine Deltour le Prix du citoyen européen 2015, qui récompense des citoyens ayant contribué à la coopération européenne et à la promotion de valeurs communes. Le 10 septembre 2015, Antoine Deltour est conjointement nommé pour le Prix Sakharov 2015 avec deux autres lanceurs d’alerte, Edward Snowden et Stéphanie Gibaud. En décembre 2015, Antoine Deltour est désigné personnalité de l’année par le magazine fiscal professionnel américain Tax Notes International. En janvier 2016, Antoine Deltour reçoit un prix Éthique attribué par Anticor, association indépendante qui lutte contre la corruption et la fraude fiscale et qui promeut l'éthique en politique.

### Raphaël Halet, deuxième source de fuites

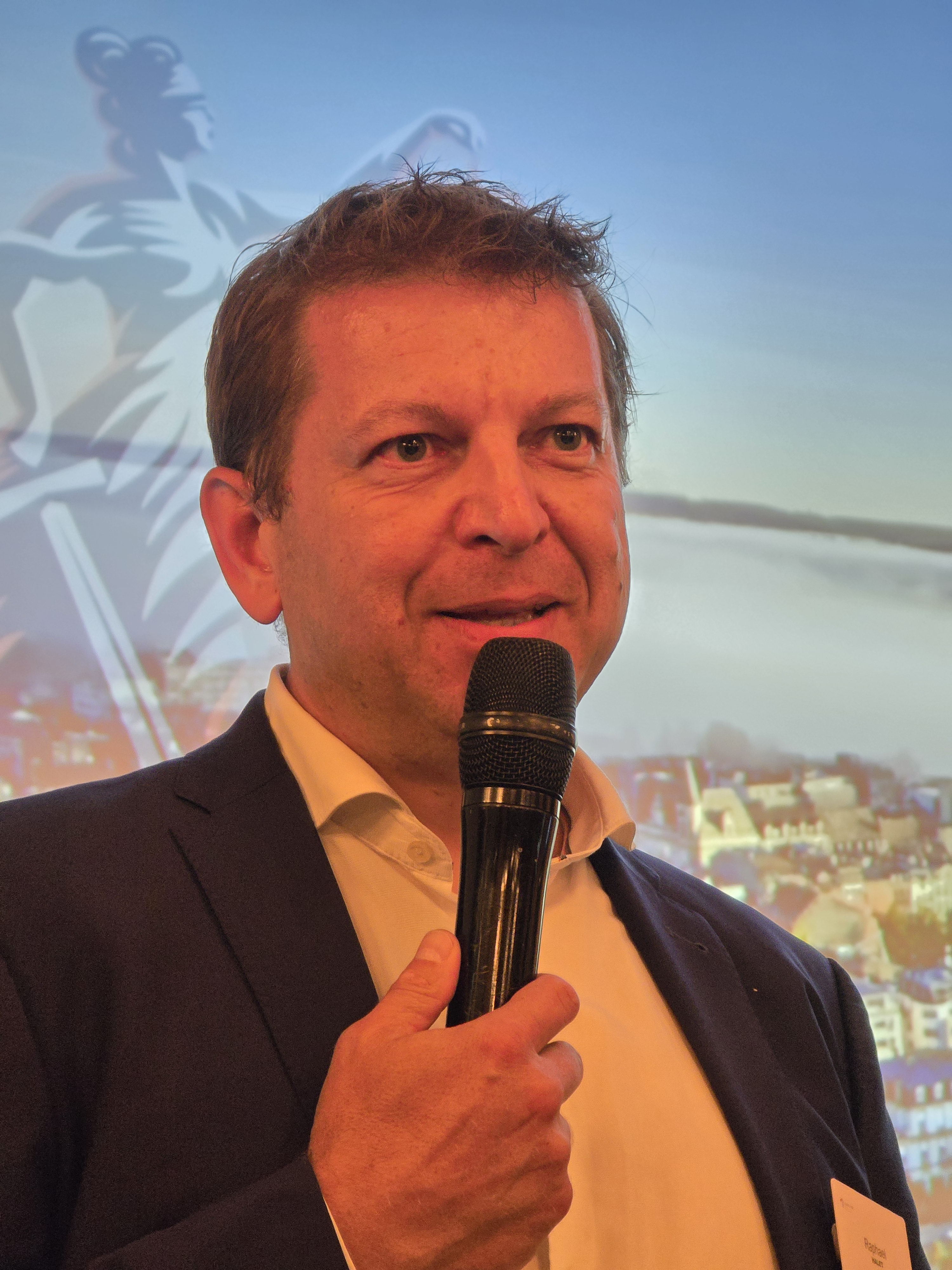
Raphaël Halet.

Les révélations de décembre 2014 faites sur de nouveaux noms d’entreprises bénéficiaires de rescrits fiscaux (« LuxLeaks 2 ») indiquent que d'autres fuites ont eu lieu, provenant du cabinet PwC mais aussi d'autres cabinets installés au Luxembourg.
Le 23 janvier 2015, Raphaël Halet est la seconde personne inculpée pour des chefs d’accusation similaires à ceux d'Antoine Deltour, portant cette fois-ci sur 16 déclarations fiscales de sociétés. Raphaël Halet, également ancien collaborateur du cabinet PricewaterhouseCoopers, est resté anonyme auprès de la presse et du grand public jusqu'au procès. Son silence s'explique par l’accord de confidentialité qu’il a été contraint de signer avec PwC le 2 décembre 2014, accord qui incluait, entre autres, son licenciement de PwC.
À la suite d’une plainte de PwC, il est condamné en 2014 à 1 000 € d’amende en appel pour avoir divulgué des documents fiscaux de clients de son employeur. Mais en 2023, après le renvoi de l’affaire devant la Grande Chambre, la CEDH reconnaît finalement son statut de lanceur d’alerte et condamne le Luxembourg à lui verser des dommages et intérêts.

### Édouard Perrin, journaliste à Premières Lignes
Le journaliste français Édouard Perrin est inculpé à son tour, le 23 avril 2015. Ce journaliste de la société Premières Lignes télévision a réalisé plusieurs reportages pour l'émission Cash investigation sur l'évasion fiscale des entreprises. Il est accusé d'être le co-auteur des infractions commises par Raphaël Halet.

## ProcèsLuxleaks

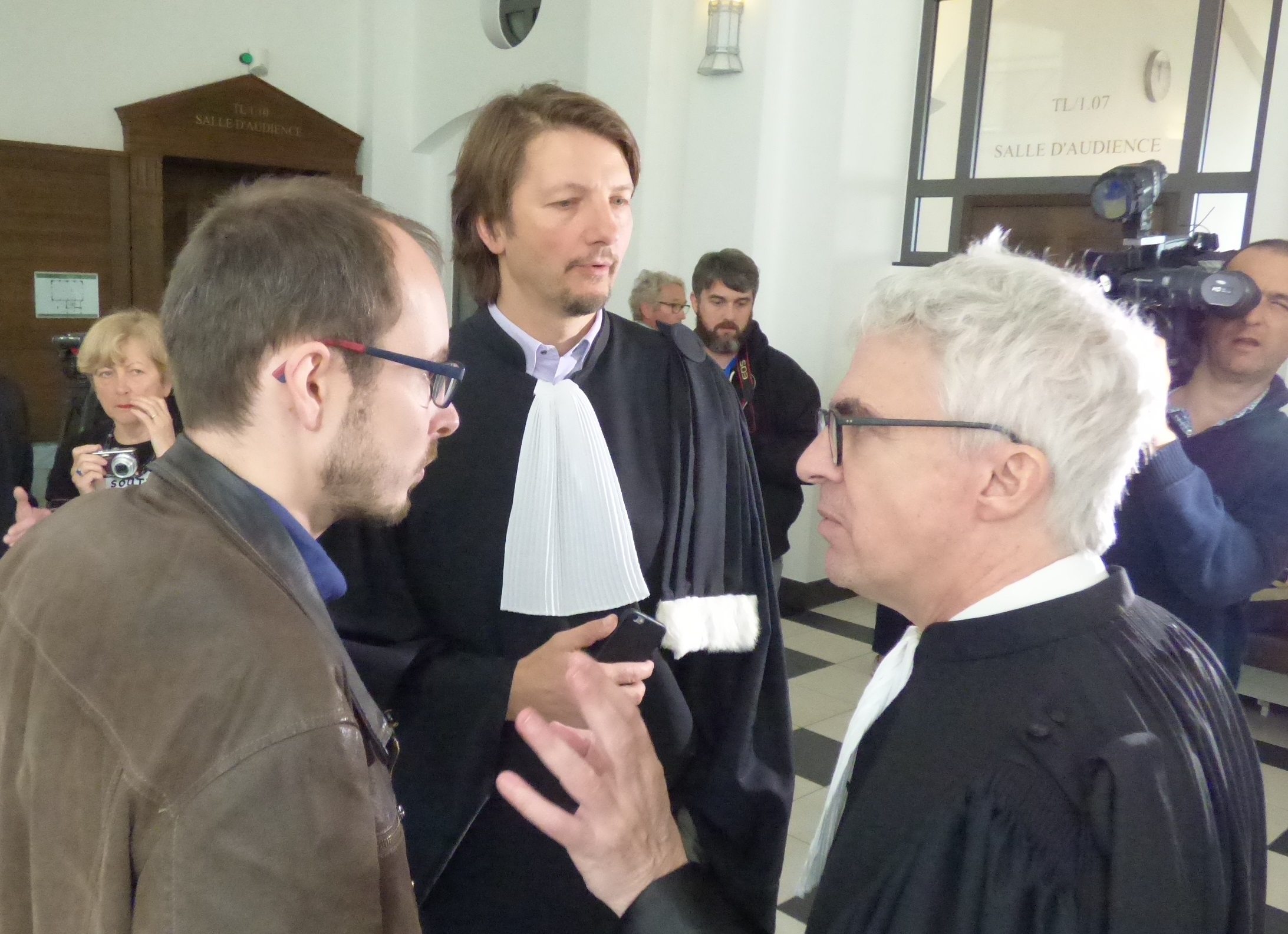
Antoine Deltour et ses avocats Me Penning (au centre) et Me Bourdon (à droite) au tribunal correctionnel de Luxembourg.

### Procès en première instance
La première instance du procès se tient du 26 avril au 11 mai 2016 au tribunal correctionnel de Luxembourg. L’importance des débats durant le procès nécessite la tenue de huit demi-journées d’audience, au lieu des cinq demi-journées initialement programmées.
Durant le procès, le procureur et les avocats de la partie civile (PricewaterhouseCoopers) soulignent l’acte de délinquance que représente la divulgation de documents secrets. Les avocats d’Antoine Deltour et de Raphaël Halet, anciens employés du cabinet d’audit PwC, argumentent que leurs clients étaient uniquement motivés par la défense de l’intérêt général. Lors de leurs auditions, Antoine Deltour et Raphaël Halet revendiquent leur rôle de lanceurs d’alerte concernant les pratiques d’optimisation fiscale agressives des multinationales, amorales et extrêmement préjudiciables au bien commun. Les avocats d’Édouard Perrin indiquent qu’il n’a fait que son travail de journaliste et qu’il n’était pas le commanditaire des fuites.
Au terme du procès, le procureur requiert 18 mois de prison pour les deux lanceurs d’alerte (possiblement avec sursis), ainsi que des amendes à leur encontre et à l’encontre du journaliste (d’un montant non déterminé). Les avocats de PricewaterhouseCoopers demandent la condamnation des prévenus ainsi qu’un euro de dommages et intérêts. Les avocats de la défense plaident tous la relaxe de leurs clients, s’appuyant notamment sur la jurisprudence de la Cour européenne des droits de l’homme (CEDH).
Après mise en délibéré, le verdict est rendu le 29 juin 2016. Le tribunal reconnaît la qualité de lanceurs d'alerte à Antoine Deltour et Raphaël Halet. Il condamne néanmoins Antoine Deltour à 12 mois de prison avec sursis, plus 1 500 euros d'amende et Raphaël Halet à 9 mois de prison avec sursis, plus 1 000 euros d'amende. Édouard Perrin, le journaliste qui avait relayé les faits, est relaxé.

### Retentissement du procèsLuxLeaks
Le retentissement médiatique du procès est important, certains journaux allant jusqu’à parler du « procès de l’année, sinon du siècle au Grand-Duché » de Luxembourg. Le procès est symbolique de l'insuffisante protection des lanceurs d’alerte en Europe, alors que la protection du secret des affaires est renforcée par l’adoption d’une directive dédiée en 2016. Le procès questionne également la légitimité des pratiques fiscales révélées par l'affaire LuxLeaks. De nombreux soutiens aux inculpés se sont manifestés, notamment devant le tribunal de Luxembourg.
Le fort impact médiatique du procès contribue à présenter le Luxembourg comme un paradis fiscal et judiciaire pour les multinationales, alors que le pays essaye de se départir de cette image. Présent lors de l’ouverture du procès devant le tribunal, le journaliste d’investigation Denis Robert affirme: « Ce sont les voleurs qui instruisent le procès… [Les prévenus] nous ont informé, et ce sont eux qui sont poursuivis ; on est dans quelque chose de complètement kafkaïen ». Dans une interview au journal Le Monde du 21 mai 2016, Jean-Claude Juncker prend ses distances avec la justice luxembourgeoise en indiquant que « charger les lanceurs d’alerte n’aurait pas été ma démarche. Je pense qu’ils ne sont pas moralement coupables ».
Simultanément, les audiences du procès mettent en lumière des faits troublants sur les relations entre le cabinet PriceWaterhouseCoopers et l’administration fiscale luxembourgeoise : rapidité de validation des accords, documents à entête de l’administration fiscale directement imprimés par PwC… Avocats et journalistes s'étonnent que de telles révélations ne donnent pas lieu à une enquête préliminaire, posant ainsi la question : « A quand un procès PwC ? », pourtant non envisagé jusque-là par le parquet, considérant l’absence d’infraction.

### ProcèsLuxLeaksen appel

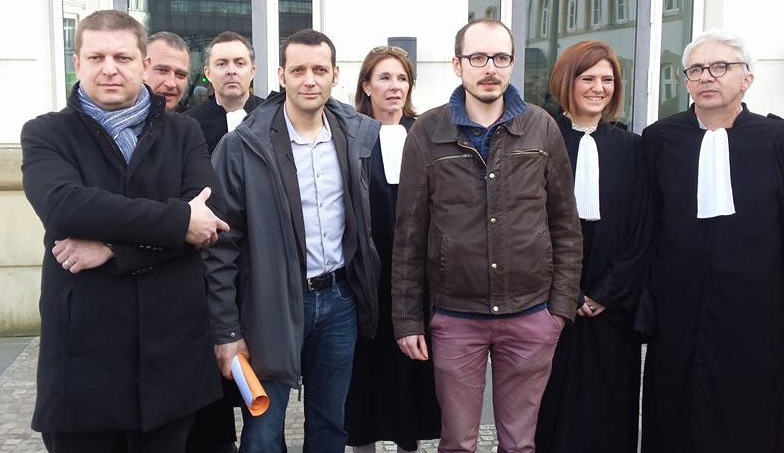
Les prévenus du procès LuxLeaks, entourés de leurs avocats, devant le tribunal du Luxembourg le 15 mars 2017 (de g. à dr.: Raphaël Halet, Édouard Perrin et Antoine Deltour).

Les deux lanceurs d’alerte condamnés en première instance font appel en juillet 2016. Le 29 juillet 2016, le procureur d’État représentant le parquet du Luxembourg fait appel général du premier jugement. Cet appel général implique que le journaliste Édouard Perrin, relaxé en première instance, se retrouve de nouveau sur le banc des accusés.
La seconde instance du procès LuxLeaks se déroule en cinq demi-journées d'audience, du 12 décembre 2016 au 9 janvier 2017. Le procès en appel se centre essentiellement sur les argumentations contradictoires autour des critères utilisés par la Cour européenne des droits de l’Homme afin de reconnaître le statut de lanceur d’alerte. La défense d’Antoine Deltour et Raphaël Halet avance que l’ensemble des critères est rempli, ce que contestent l’Avocat Général et la Partie civile. Parallèlement, la défense de Raphaël Halet argumente sur l’illégalité en droit luxembourgeois, à l’époque des faits, des pratiques de l’administration fiscale du Luxembourg en matière de rescrits fiscaux (tax rulings).
Avant l’ouverture du procès en appel, les deux lanceurs d’alerte condamnés reçoivent l’appui de 108 députés européens qui signent en septembre 2016 une lettre ouverte de soutien. Plusieurs députés européens participent à la mobilisation citoyenne et européenne rassemblant plusieurs centaines de personnes sur le parvis de la cité judiciaire de Luxembourg à l'ouverture du procès en appel. De son côté, la Commissaire européenne à la concurrence Margrethe Vestager déclare en interview, à propos d'Antoine Deltour et Raphaël Halet : « je leur suis énormément reconnaissante pour ce qu’ils ont fait. Ils ont agi comme il fallait, c’était la bonne chose à faire. »
Le 15 mars 2017, la justice luxembourgeoise relaxe à nouveau le journaliste Édouard Perrin mais confirme la condamnation des deux autres prévenus : Antoine Deltour est condamné à six mois de prison avec sursis et 1 500 euros d’amende et Raphaël Halet à une amende de 1 000 euros. Refusant leur condamnation - même allégée -, les lanceurs d'alerte se pourvoient en cassation.

### Pourvoi en cassation
À la suite d'une unique audience de cassation en novembre 2017, la Cour de cassation du Luxembourg rend le 11 janvier 2018 un jugement différencié pour les deux inculpés. La Cour annule la condamnation d'Antoine Deltour et lui reconnaît le statut de lanceur d’alerte pour l’ensemble des actes en lien avec les documents des LuxLeaks. Antoine Deltour obtient ainsi gain de cause après plus de trois ans de procédure. En revanche, Raphaël Halet est débouté de son pourvoi en cassation. Entre autres raisons, la justice luxembourgeoise a considéré que l'information qu'il avait divulgué n'était pas "essentielle, nouvelle et inconnue", un critère qui, pour des organisations de défense des lanceurs d'alerte comme la Maison des Lanceurs d'Alerte, "affaiblit fortement la protection des lanceurs d’alerte dans toute l’Europe".

### Saisine de la Cour européenne des droits de l'Homme
Débouté de son pourvoi en cassation, Raphaël Halet porte son cas devant la Cour européenne des droits de l’Homme,. Celle-ci accepte en février 2019 d’étudier sa requête, mais le déboute à son tour, en mai 2021.
En 2023, la Grande Chambre de la CEDH, qui étudie l'affaire en appel, revient sur cette décision et reconnait que Raphaël Halet était bien un lanceur d'alerte et que la décision de la justice luxembourgeoise constitue une violation de l'article 10 de la Convention européenne des droits de l'Homme qui consacre la liberté d'expression. Elle demande au Luxembourg de verser à M. Halet 15 000 euros au titre du préjudice moral et 40 000 euros pour frais.

### Vidéographie
- « Paradis fiscaux : les petits secrets des grandes entreprises », reportage Cash Investigation, diffusé le 11 mai 2012 sur France 2 (62 minutes).
- « Le scandale de l'évasion fiscale », émission Cash Investigation, diffusé le 11 juin 2013 sur France 2 (120 minutes).
- « LuxLeaks : l'affaire Antoine Deltour », documentaire Arte Reportage diffusé le 3 septembre 2016 (37 minutes).
- « Dans la peau d'un lanceur d'alerte », reportage Envoyé spécial, diffusé le 13 octobre 2016 sur France 2 (53 minutes).

### Audiographie
- "Luxleaks, quand un État vole dans les poches de ses voisins", émission Affaires sensibles, diffusée le 5 octobre 2016 sur France Inter (53 minutes).
- "Des LuxLeaks aux Panama Papers", série "Mécaniques du journalisme", saison 3, quatre podcasts mis en ligne le 6 janvier 2021 sur France Culture (4 x 15 minutes).